# Frederic G. Kenyon

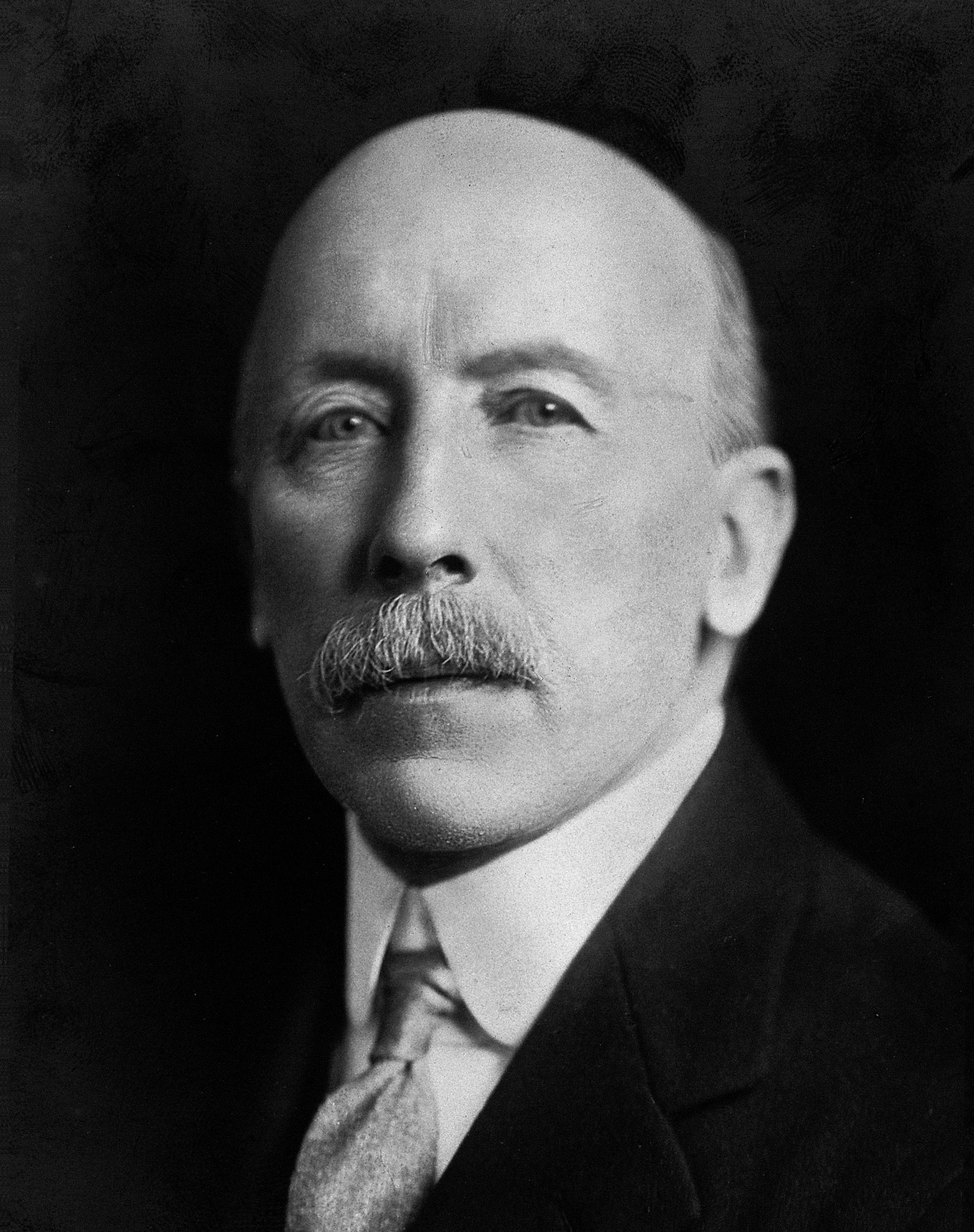
Sir Frederic George Kenyon

Sir Frederic George Kenyon, GBE KCB (* 15. Januar 1863 in London; † 23. August 1952 in Godstone in Surrey) war ein britischer Altphilologe und Paläograph mit dem Spezialgebiet der Papyrologie. Er war von 1909 bis 1930 Direktor des British Museum und zwischen 1917 und 1921 Präsident der British Academy.

## Leben
Kenyon war ein Kenner alter Sprachen und widmete sich insbesondere der biblischen Textkritik. Weitere Forschungs- und Publikationsschwerpunkte waren griechische Philosophie und Geschichte sowie die Systematisierung alter Handschriften. Er hat insbesondere die Schrift des Aristoteles Der Staat der Athener aus mehreren Papyrusblättern herausgegeben.
Kenyons älteste Tochter war die britische Archäologin Kathleen Kenyon.
Kenyon stiftete in seinem Testament die Kenyon Medal for Classical Studies, eine Auszeichnung der British Academy, die verdienten Altertumswissenschaftlern verliehen wird.
1900 wurde er als korrespondierendes Mitglied in die Preußische Akademie der Wissenschaften aufgenommen. Seit Dezember 1919 war er assoziiertes Mitglied der Académie royale des Sciences, des Lettres et des Beaux-Arts de Belgique, seit 1920 auswärtiges Mitglied (associé étranger) der Académie des Inscriptions et Belles-Lettres und seit 1937 Mitglied der American Philosophical Society.
1912 wurde er als Knight Commander des Order of the Bath geadelt und auch 1925 zum Knight Grand Cross des Order of the British Empire geschlagen. Von 1918 bis 1952 hatte er das Amt des Gentleman Usher of the Purple Rod, des Ordensdieners des Order of the British Empire, inne.

## Schriftenauswahl
- Greek papyri in the British Museum (1893–1910, 4 Bde.)
- Our Bible and Ancient Manuscripts (1896)
- Handbook to the textual criticism of the New Testament (1901)
- Books and readers in ancient Greece and Rome (1932)
- The Chester Beatty Biblical Papyri (1933–1958, 6 Teile)
- The Story of the Bible (1936)
- The Bible and Archæology (1940)
- The Bible and Modern Scholarship (1948)